# 4308 Magarach
A 4308 Magarach (ideiglenes jelöléssel 1978 PL4) a Naprendszer kisbolygóövében található aszteroida. Nyikolaj Sztyepanovics Csernih fedezte fel 1978. augusztus 9-én.